# Jaroslav Ježek-museum - Blauwe kamer
Jaroslav Ježek-museum - Blauwe kamer (Tsjechisch: Památník Jaroslava Ježka - Modrý pokoj) is een museum in Praag. Het is gewijd aan het werk en leven van de componist en pianist Jaroslav Ježek (1906-1942).

## Collectie
De collectie bestaat voor een deel uit het interieur dat hij in de Blauwe kamer achterliet. Er zijn tafeltjes, een kast, hoekbankstel, haard en allerlei huisraad te zien. Ook worden muziekinstrumenten van hem getoond, waaronder enkele snaarinstrumenten en zijn vleugel.
In de kasten staat een boekenverzameling met belangrijke werken uit zijn tijd. Enkele zijn bijvoorbeeld gewijd zijn aan Darius Milhaud en Igor Stravinsky. Ook zijn er grammofoonplaten bewaardgebleven.

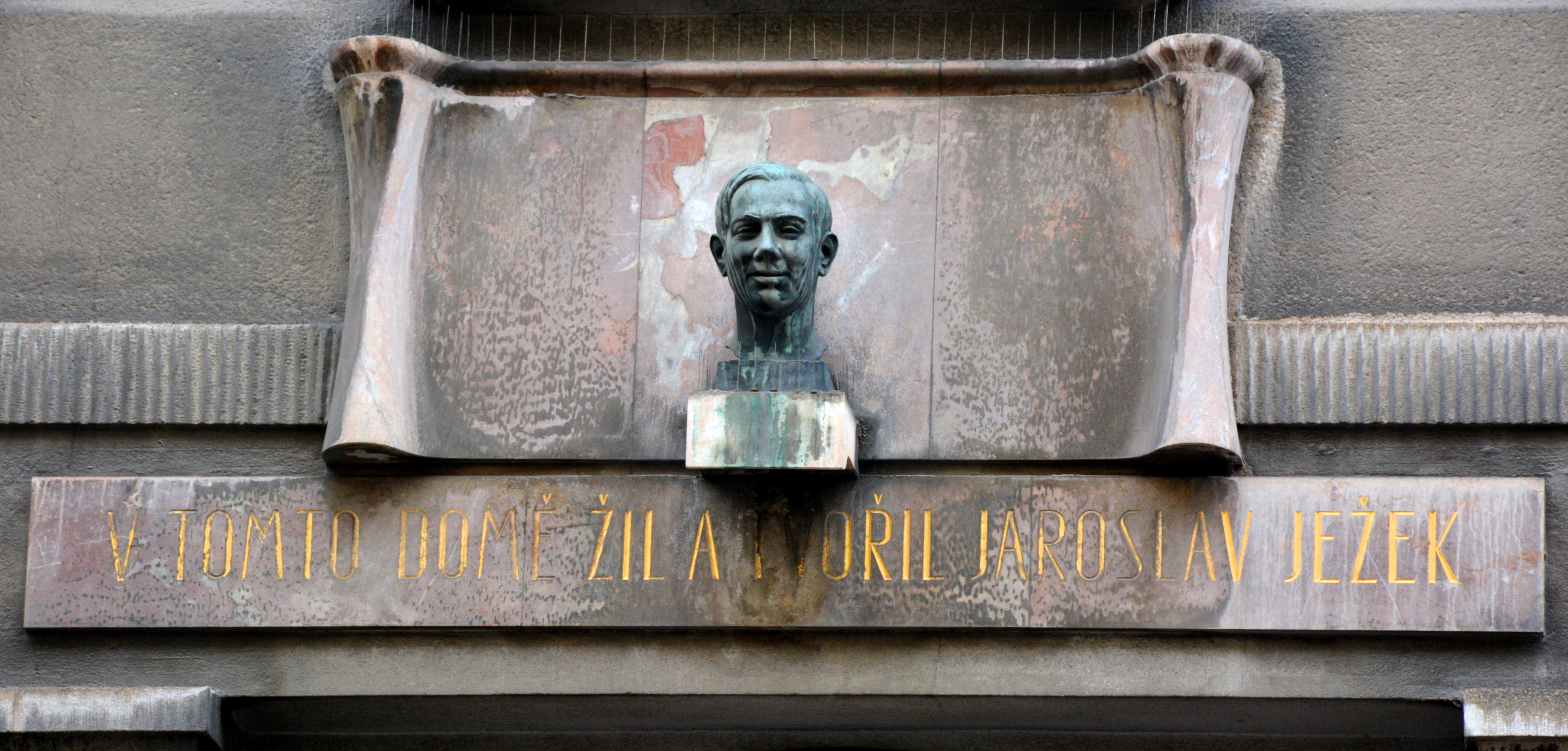
Zijn buste, door Václav Vokálek, 1956

De kamer had een moderne inrichting voor die tijd, de jaren dertig van de 20e eeuw, en werd ontworpen door zijn vriend en architect František Zelenka. Met de ongebruikelijke kleurkeuze van de wand en het plafond hield hij rekening met de visuele handicap van  Ježek. Zelenka was ook de ontwerper van het Osvobozené divadlo (Bevrijde theater) in Praag. Buiten aan de muur hangt zijn buste die de beeldhouwer Václav Vokálek maakte en in 1956 werd onthuld.

## Geschiedenis
Dit appartement in de Oude Stad van Praag was de woning van Ježek toen hij zijn beste jaren uit zijn relatief korte carrière kende.
De collectie is bewaard gebleven dankzij zijn moeder en later zijn zus. Toen de laatste in 1983 overleed, kwamen zijn voormalige bezittingen in het bezit van het Tsjechische Muziekmuseum. Die maakte de collectie in dit appartement toegankelijk voor publiek sinds 1989.

## Galerij

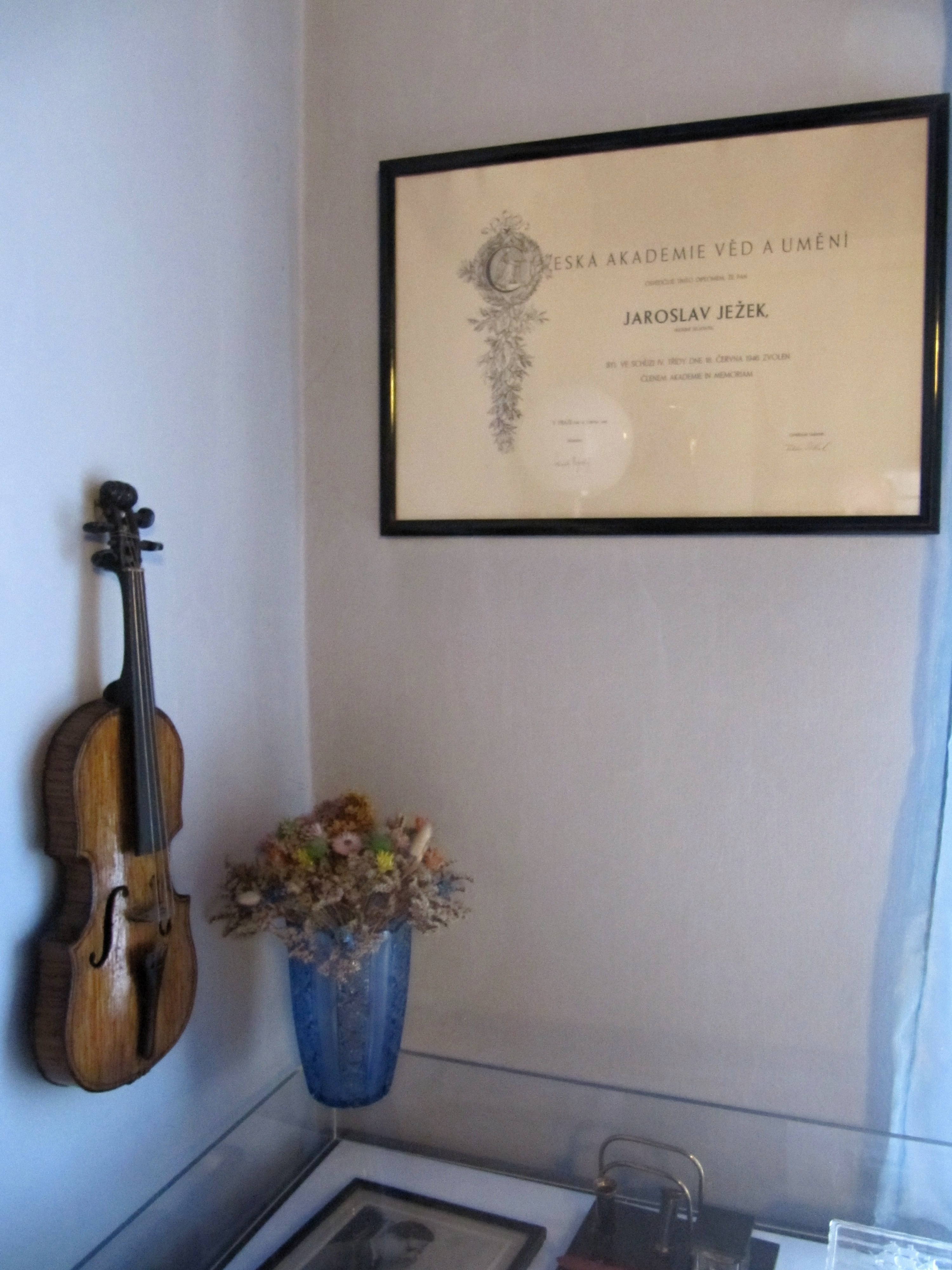
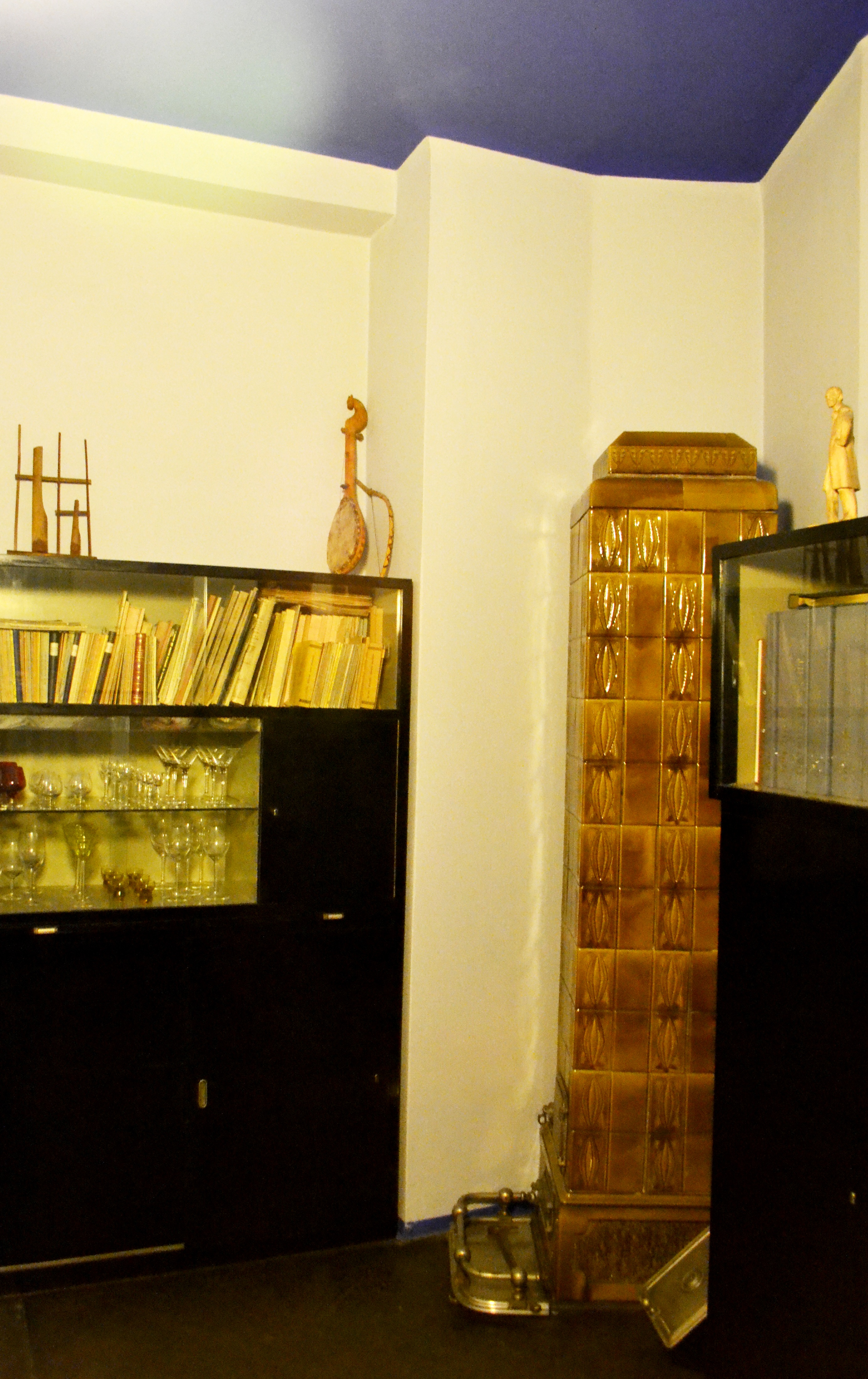
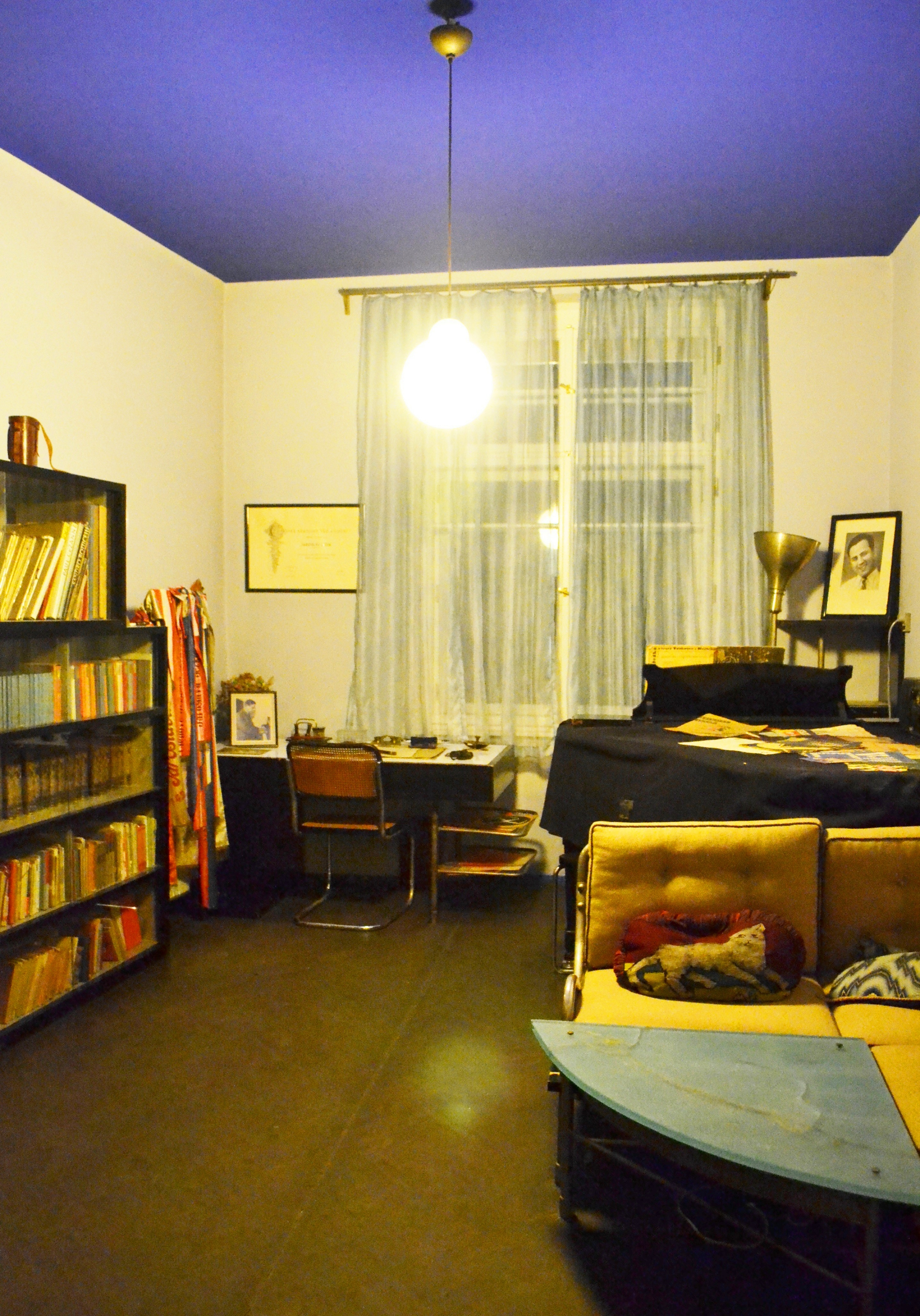
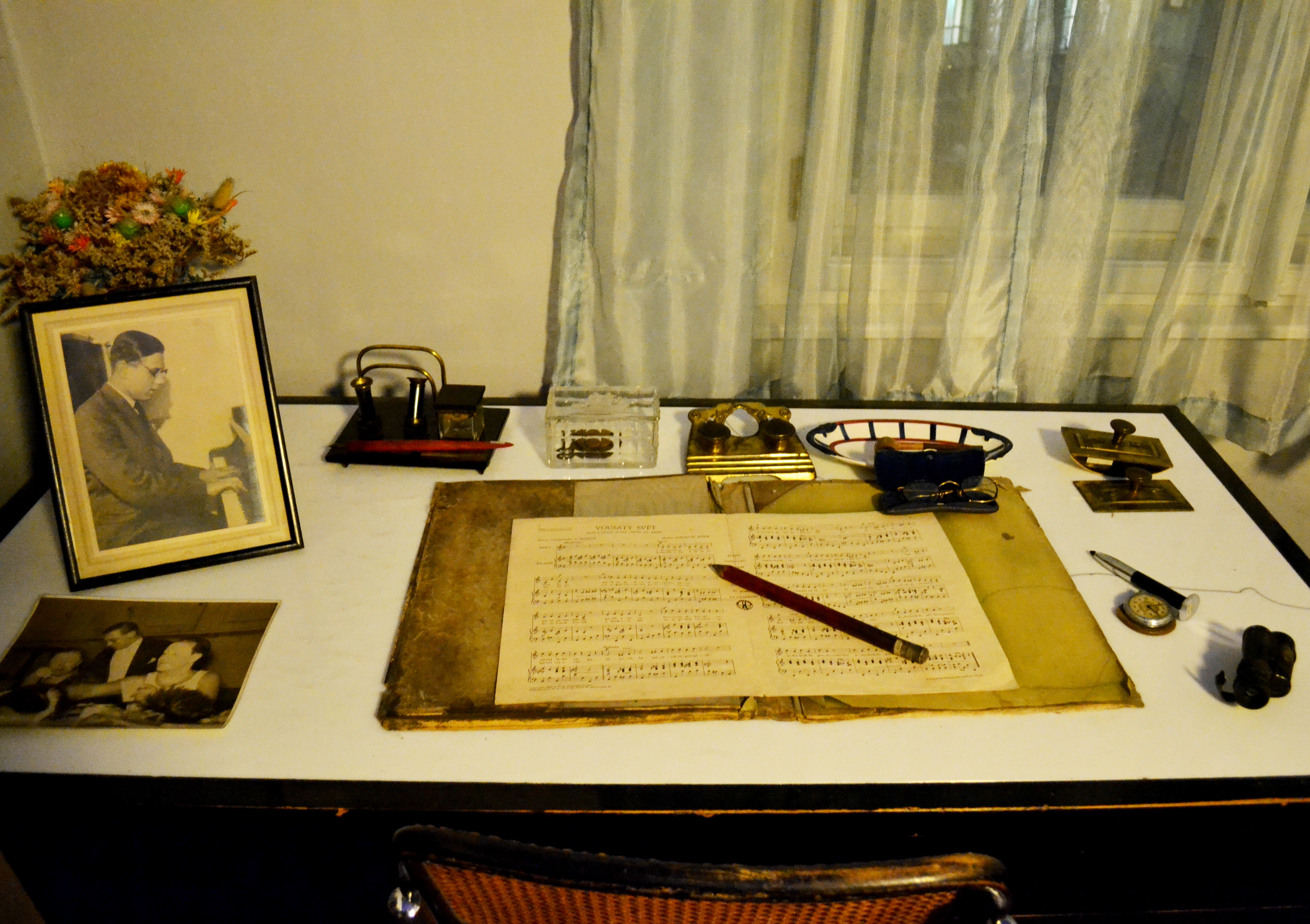